# Sedum cuspidatum
Sedum cuspidatum är en fetbladsväxtart som beskrevs av Alexander. Sedum cuspidatum ingår i Fetknoppssläktet som ingår i familjen fetbladsväxter. Inga underarter finns listade i Catalogue of Life.